# Leptocereus weingartianus
Leptocereus weingartianus là một loài thực vật có hoa trong họ Cactaceae. Loài này được (Hartmann in Dams) Britton & Rose mô tả khoa học đầu tiên năm 1920.